# Echiniscus loxophthalmus
Echiniscus loxophthalmus är en djurart som tillhör fylumet trögkrypare, och som beskrevs av Ferdinand Richters 1911. Echiniscus loxophthalmus ingår i släktet Echiniscus och familjen Echiniscidae. Inga underarter finns listade i Catalogue of Life.